# Nemzeti Akkreditáló Hatóság
A Nemzeti Akkreditáló Hatóság (NAH) az akkreditációs tevékenységért felelős magyarországi hivatal. A NAH iparügyekért felelős miniszter irányítása alá tartozó, központi hivatalként működő központi költségvetési szerv. A Nemzeti Akkreditáló Testülettől 2016. január 1-től vette át a feladatokat, Szervezeti és Működési Szabályzatát a 27/2015. (XII. 30.) NGM utasítás tartalmazza. 

## Akkreditálás fontossága
Az akkreditálás annak hivatalos elismerése független harmadik fél által (amely a 765/2008/EK rendelet értelmében EU-tagállamonként kijelölt egyetlen Akkreditáló Testületet jelent), hogy egy szervezet, természetes személy alkalmas bizonyos tevékenységek (vizsgálat, kalibrálás, mintavétel, tanúsítás, ellenőrzés stb.) meghatározott követelmények szerinti elvégzésére. Az akkreditálás célja az egységes európai elvekre épülő akkreditálási rendszerekben elismerést nyert szervezetek iránti bizalom növelése, a vizsgálati, tanúsítási és ellenőrzési tevékenység megbízhatóságának emelése, a vizsgálati eredmények és tanúsítványok kölcsönös nemzetközi elfogadásának elősegítése, megteremtve ezáltal az ismételt vizsgálatok kiküszöbölését és a kereskedelem műszaki akadályainak elhárítását.
Az akkreditálás előnyeit kiválóan szemlélteti a NAH által készített kisfilm, mely az alábbi linken megtekinthető:
http://nah.gov.hu/az-akkreditalas-elonyei

## Akkreditálási kategóriák
A NAH a Nemzeti Akkreditálási Rendszer keretében - az akkreditálásról szóló jogszabályok, nemzeti szabványként közzétett európai és nemzetközi szabványok figyelembevételével - a következő szervezetek, illetve természetes személyek akkreditálhatók: 
a) vizsgálólaboratórium,  
b) mintavevő szervezet,  
c) kalibrálólaboratórium,  
d) jártassági vizsgálatot szervező szervezet,  
e) terméktanúsító szervezet,  
f) irányítási rendszereket tanúsító szervezet,  
g) személyzettanúsító szervezet,  
h) ellenőrző szervezet, a hatóságok kivételével,  
i) referenciaanyag-gyártó szervezet,  
j) a környezetvédelmi vezetési és hitelesítési rendszert hitelesítő szervezet vagy természetes személy,  
k) az üvegházhatású gázok közösségi kereskedelmi rendszerében és az erőfeszítés-megosztási határozat végrehajtásában történő részvételről szóló törvény szerinti hitelesítő szervezet.
Az akkreditálás önkéntes és nyitott minden szervezet, illetve természetes személy számára amely/aki tevékenységét pártatlanul és szakszerűen végzi, továbbá eleget tesz a felkészültségre vonatkozó követelményeknek.

## Akkreditált megfelelőségértékelő szervezetek adatbázisa
http://nah.gov.hu/kategoriak

## NAH nemzetközi kapcsolatai
Az akkreditálás célja tehát  az egységes európai elvekre épülő akkreditálási rendszerekben elismerést nyert szervezetek iránti bizalom növelése, a vizsgálati, tanúsítási és ellenőrzési tevékenység megbízhatóságának emelése, a vizsgálati eredmények és tanúsítványok kölcsönös elfogadásának elősegítése. Kiemelt fontossággal bír a nemzetközi kapcsolatok erősítése ezen a téren, ennek érdekében a NAH nemzetközi beágyazottságának fejlesztése is elengedhetetlen.
A hatóság 2016. évi működésének legnagyobb nemzetközi eredménye, hogy 2016. április 1-től a NAH az EA teljes jogú tagjává vált, míg az EA auditja (2016. június 27. – augusztus 5.) után 2016. október 5-én  megszerezte az Európai Akkreditálási Együttműködés kölcsönös elismerési megállapodásának (EA MLA) aláírói státuszát. 
A NAH 2016. november 11. óta teljes jogú tagja a Nemzetközi Laboratóriumi Akkreditációs Együttműködésnek (ILAC), mellyel megkapta az MRA (Mutual Recognition Arrangement – Kölcsönös Elismerési Megegyezés) jogosultságot is a kalibráló és vizsgáló laboratóriumok (ISO/IEC 17025), orvosi vizsgáló laboratóriumok (ISO/IEC 15189) területére.  2017. május 09-én hazánk hivatalosan is kiterjesztette aláírói státuszát az ISO/IEC 17020 szabvány szerinti ellenőrzésterületére is.
2017. július 4-i hatállyal megszerezte a Nemzetközi Akkreditálási Fórum (IAF) kölcsönös együttműködési megállapodásának (IAF MLA) aláírói státuszát az ISO/IEC 17021-1 szabvány szerinti irányítási rendszertanúsítás ISO 9001 és ISO 14001 szerint, az ISO/IEC 17024 szabvány szerinti személytanúsítás, valamint az ISO/IEC 17065 szabvány szerinti terméktanúsítás területére. A Kölcsönös Elismerési Megállapodások aláírt okiratának hivatalos átvételére 2017. október 29-én a két nemzetközi szervezet éves közgyűlésén került sor, mellyel hivatalosan is lezárult a tagságok visszaszerzésére irányuló folyamat. 
Emellett, teljes jogú tagként részt vesz az EMAS Akkreditáló Testületek Fóruma (FALB- Forum of Accreditation and Licensing Bodies) munkájában is.
A NAH kiemelt célja emellett a Halal akkreditáció fejlesztése, mellyel segíthető a hazai termékek exportja az Öböl-menti országok irányába a mezőgazdasági, élelmiszeripai és kozmetikai szektorokban. Ennek érdekében a NAH 2016. november 6-án alapító tagja lett a Nemzetközi Halal Akkreditációs Fórumnak (IHAF – International Halal Accreditation Forum) megkönnyítve és olcsóbbá téve a hazai vállalkozások Halal tanúsítás szerinti piacokra jutását: a megállapodások értelmében fokozatosan csökkennek a kereskedelmi technikai akadályok (TBT), kiépül és erősödik az országok közötti kölcsönös bizalom a Halal termékekkel kapcsolatosan, mely a külkereskedelmi forgalom növekedését fogja eredményezni.